# La donna di quella notte
La donna di quella notte (The Imperfect Lady) è un film statunitense del 1947 diretto da Lewis Allen.

## Trama
Un membro del parlamento inglese si innamora di una ballerina nella Londra del 1890. Nel frattempo c'è stato un omicidio e accusato è un giovane spagnolo. L'imputato al momento del fatto era con la ballerina. La donna se si presta e scagiona il poveraccio, finisce probabilmente la sua love story e anche la carriera politica del marito. Alla fine decide per il meglio.